# Pleopeltis
Pleopeltis es un género de helechos perteneciente a la familia Polypodiaceae. Están descritas 415 especies de las cuales solo 56 han sido aceptadas hasta la fecha.

## Descripción
Son principalmente epífitas; con rizoma rastrero, escamoso, las escamas generalmente bicoloras y con tricomas en su base abaxialmente en su punto de inserción, clatradas o no; hojas monomorfas o fuertemente dimorfas, articuladas al rizoma, simples o pinnatífidas, firmes a coriáceas, poco o densamente escamosas, las escamas redondeadas, triangulares o lanceoladas, clatradas o no; nervación reticulada, las aréolas con uno a varios nérvulos incluidos; nervadura media generalmente oscura abaxialmente; soros en los puntos de confluencia de varios nérvulos, redondeados, oblongos o lineares, cubiertos cuando jóvenes por escamas circulares y peltadas; esporas bilaterales, inconspicua a claramente verrugosas; tienen un cromosoma de x=34, 35, 37.

## Distribución
Se encuentran en los Neotrópicos, Sri Lanka, India, África y Madagascar.

## Taxonomía
Pleopeltis fue descrito por Humb. & Bonpl. ex Willd. y publicado en Species Plantarum. Editio quarta 5: 211. 1810. La especie tipo es: Pleopeltis angusta Humb. & Bonpl. ex Willd.

## Especies seleccionadas
A continuación se brinda un listado de las especies del género Pleopeltis aceptadas hasta junio de 2012, ordenadas alfabéticamente. Para cada una se indica el nombre binomial seguido del autor, abreviado según las convenciones y usos:
- Pleopeltis angusta Humb. & Bonpl. ex Willd.
- Pleopeltis astrolepis (Liebm.) E.Fourn.
- Pleopeltis bampsii Pichi-Serm.
- Pleopeltis complanata (Weath.) E.A.Hooper
- Pleopeltis conzattii (Weath.) R. M. Tryon & A.F.Tryon
- Pleopeltis crassinervata (Fée) T. Moore
- Pleopeltis fallacissima
- Pleopeltis fallax (Schltdl. & Cham.) Mickel & Beitel
- Pleopeltis fossa Moore
- Pleopeltis fructuosa (Maxon & Weath. ex Weath.) Lellinger
- Pleopeltis fuscopunctata (Hook.) R.M.Tryon & A.F.Tryon
- Pleopeltis guttata (Maxon) E.G.Andrews & Windham
- Pleopeltis kolesnikovii Tzvelev
- Pleopeltis macrocarpa (Bory ex Willd.) Kaulf.
- Pleopeltis nicklesii (Tardieu) Alston
- Pleopeltis panamensis (Weath.) Pichi-Serm.
- Pleopeltis percussa (Cav.) Hook. & Grev.
- Pleopeltis pleolepis (Maxon & Copel.) Lellinger
- Pleopeltis pleopeltifolia (Raddi) Alston
- Pleopeltis polylepis (Roem. ex Kunze) T.Moore
- Pleopeltis polypodioides (L.) E.G.Andrews & Windham
- Pleopeltis repanda A.R.Sm.
- Pleopeltis riograndensis (T.Wendt) E.G.Andrews & Windham
- Pleopeltis squalida (Vell.) de la Sota
- Pleopeltis stigmatica Presl
- Pleopeltis thunbergiana Kaulf.
- Pleopeltis thyssanolepis (A.Braun ex Klotzsch) E.G.Andrews & Windham
- Pleopeltis tridens J.Sm.
- Pleopeltis ussuriensis Regel & Maack